# Єнбах
Єнбах (нім. Jenbach) — ярмаркове містечко та громада округу Швац у землі Тіроль, Австрія.
Єнбах лежить на висоті 563 м над рівнем моря і займає площу 15,23 км². Громада налічує 6851 мешканця.
Густота населення 450/км².
Єнбах розташований у нижній частині долини річки Інн на відстані 36 км від Інсбрука. Він належить до туристичного району Срібний Карвендель.
|                                |
| Єнбах на мапі округу та землі. |

 Адреса управління громади: Südtiroler Platz 2, 6200 Jenbach.

## Демографія
Історична динаміка населення міста за даними сайту Statistik Austria

## Визначні люди
- У Єнбаху народився австрійський літературознавець, перекладач і поет Йоганн Георг Обріст (1843—1901).

## Виноски
1. ↑  Dauersiedlungsraum der Gemeinden Politischen Bezirke und Bundesländer - Gebietsstand 1.1.2018 — Статистичне управління Австрії.
2. ↑  Einwohnerzahl 1.1.2018 nach Gemeinden mit Status, Gebietsstand 1.1.2018 — Статистичне управління Австрії.
3. ↑  www.jenbach.at. Архів оригіналу за 6 травня 2022. Процитовано 17 травня 2022.
4. ↑  Gemeindedaten von Jenbach. Архів оригіналу за 25 квітня 2021. Процитовано 15 липня 2013.

| Австрія | Це незавершена стаття з географії Австрії. Ви можете допомогти проєкту, виправивши або дописавши її. |